# Історичні дослідження: історія зарубіжних країн
«Історичгі дослідження. Історія зарубіжних країн» — республіканський міжвідомчий збірник наукових праць. Заснований 1975 у Києві як друкований орган Інституту історії АН УРСР (нині Інститут історії України НАН України). Періодичність виходу збірника — один раз на рік. У збірнику були відбиті результати науково-дослідної роботи, здійснюваної Інститутом історії АН УРСР, зокрема його відділом історії і міжнародних відносин соціалістичних країн, а також вузами УРСР. У науковому збірнику висвітлювались актуальні та малодосліджені проблеми зі всесвітньої історії, міжнародних зв'язків України та українського народу. Суттєву увагу автори збірника приділяли внутрішній історії зарубіжних країн; історичним зв'язкам і співробітництву України з країнами Центральної та Південно-Східної Європи, переважно в плані їх суспільно-політичних, економічних, наукових і культурних відносин; зовнішньополітичній діяльності УРСР. Розглядалися питання становлення та розвитку контактів між творчими спілками й громадськими організаціями, міжнародного руху споріднених областей та міст-побратимів зарубіжних країн, їх внеску в зміцнення дружби і співробітництва між народами. Досліджувалися також проблеми розвитку міжнародного робітничого та національно-визвольного руху в європейських державах, революційного процесу в країнах Африки та Латинської Америки. Хронологічно розглянуті питання охоплювали період від найдавніших часів до кінця 80-х рр. 20 ст., коли на тлі революційних змін у країнах Центральної та Східної Європи відроджувалась ідея незалежності України. Окремий розділ збірника був присвячений джерелознавчим та історіографічним проблемам. Збірник виходив до 1989. Усього було підготовлено й випущено у світ 15 випусків.